# Daniel Muniz De Oliveira

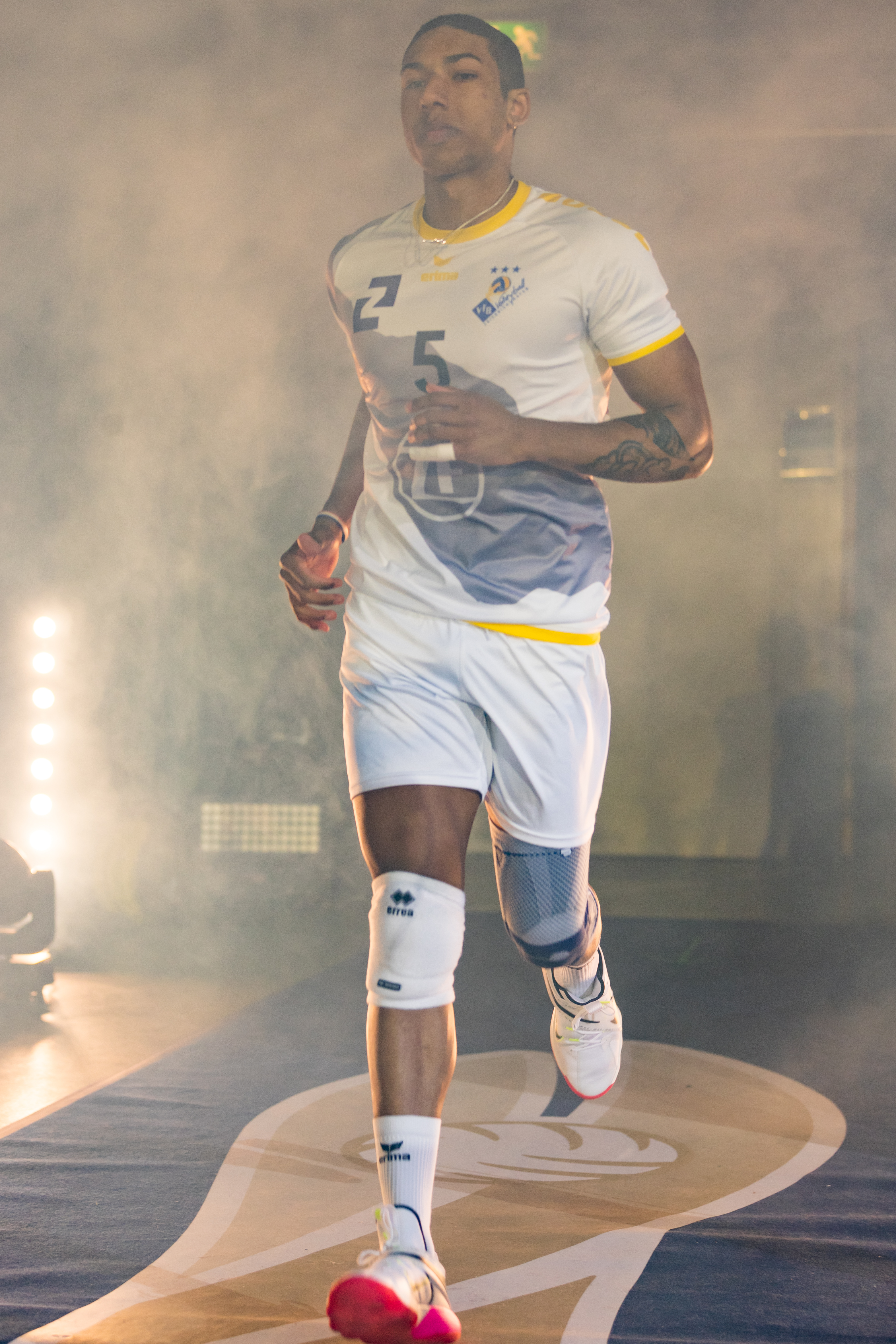

Daniel Muniz De Oliveira (ur. 21 sierpnia 1997 w São Paulo) – brazylijski siatkarz, grający na pozycji przyjmującego. 

## Przebieg kariery
| Lata                      | Klub                    |
| ------------------------- | ----------------------- |
| 2016–2017                 | Super Vôlei Santo André |
| 2017–2018                 | Pamvochaikos VC         |
| 2018–2019                 | Maringá Vôlei           |
| 2019–2020                 | Apan Vôlei/Blumenau     |
| 2020 (do 24.11.2020)      | Cuprum Lubin            |
| 2020–2021 (od 28.11.2020) | TFL Altekma             |
| 2021–                     | VfB Friedrichshafen     |

## Sukcesy klubowe
Puchar Niemiec:
- 2022[4]

Liga niemiecka:
- 2022[5]